# Таунсенд (единица измерения)
Таунсенд (Тд) - единица измерения приведенного электрического поля (E/N), где E - напряженность электрического поля, N - концентрация нейтральных частиц.
Единица названа в честь ирландского физика Джона Сили Таунсенда.

## Определение
1 Тд = 10-21 В·м2 = 10-17 В·см2.

## Использование
Понятие приведенного поля (E/N) и единица его измерения (Таунсенд) широко используются в физике газового разряда и физике плазмы, так как отношение E/N играет роль коэффициента подобия во многих газоразрядных процессах. В частности, это означает, что увеличение напряженности электрического поля Е в q раз приведет ровно к такому же эффекту, как и уменьшение плотности газа N в такое же количество раз.
Например, зная, что пробойное приведенное поле (поле, при котором газ теряет свои изоляционные свойства) в воздухе составляет около 90 Тд, можно легко определить, что при нормальных условиях (N=2.7·1019 см-3) для пробоя необходимо создать электрическое поле, равное примерно 30 кВ/см, а при давлении, равном 0.5 атм, достаточно будет электрического поля 15 кВ/см. Стоит отметить, что такое правило верно не для всех случаев (для более подробной информации см. Закон Пашена).